# Fafasso
Fafasso est une commune rurale située dans le département de Sindou de la province de Léraba dans la région des Cascades au Burkina Faso.